# أوريليا برادينو
أوريليا برادينو (بالرومانية: Aurelia Brădeanu) مواليد 5 مايو 1979 في رومانيا، جمهورية رومانيا الاشتراكية، هي لاعبة كرة يد رومانية معتزلة. مثلت منتخب رومانيا لكرة اليد للسيدات في 268 مباراة. شاركت في دورة الألعاب الأولمبية الصيفية سنة 2000. حققت المركز الثاني في بطولة العالم لكرة اليد للسيدات 2005.

## سجل المنافسة
شاركت في البطولات التالية:
- الألعاب الأولمبية الصيفية 2016
- بطولة العالم لكرة اليد للسيدات 2005
- بطولة العالم لكرة اليد للسيدات 2007
- بطولة العالم لكرة اليد للسيدات 2011
- بطولة العالم لكرة اليد للسيدات 2013
- بطولة العالم لكرة اليد للسيدات 2015
- بطولة أوروبا لكرة اليد للسيدات 2008
- بطولة أوروبا لكرة اليد للسيدات 2010
- بطولة أوروبا لكرة اليد للسيدات 2012
- بطولة أوروبا لكرة اليد للسيدات 2014

## معرض صور

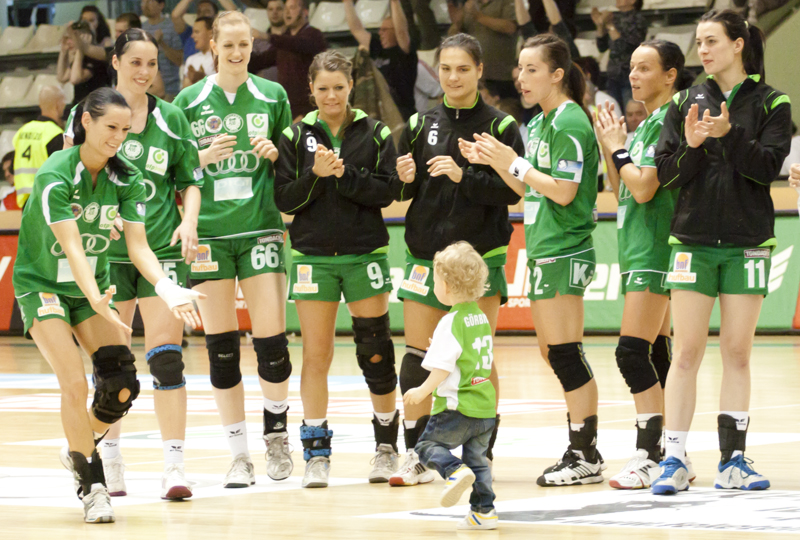
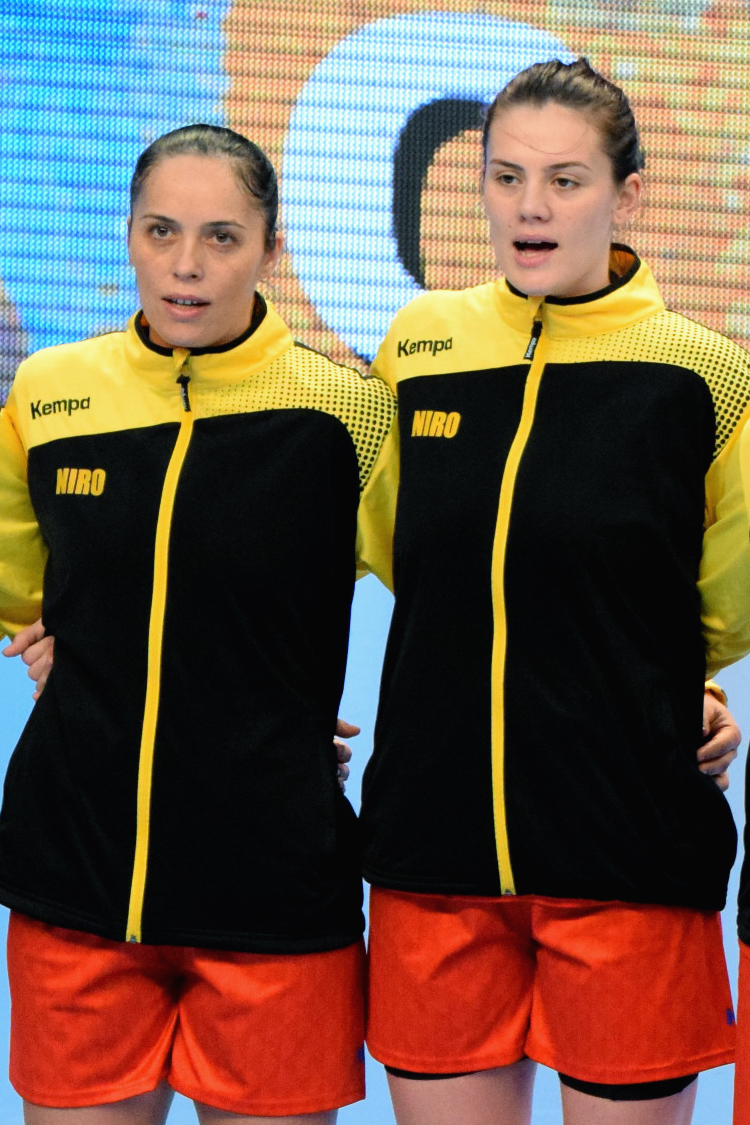
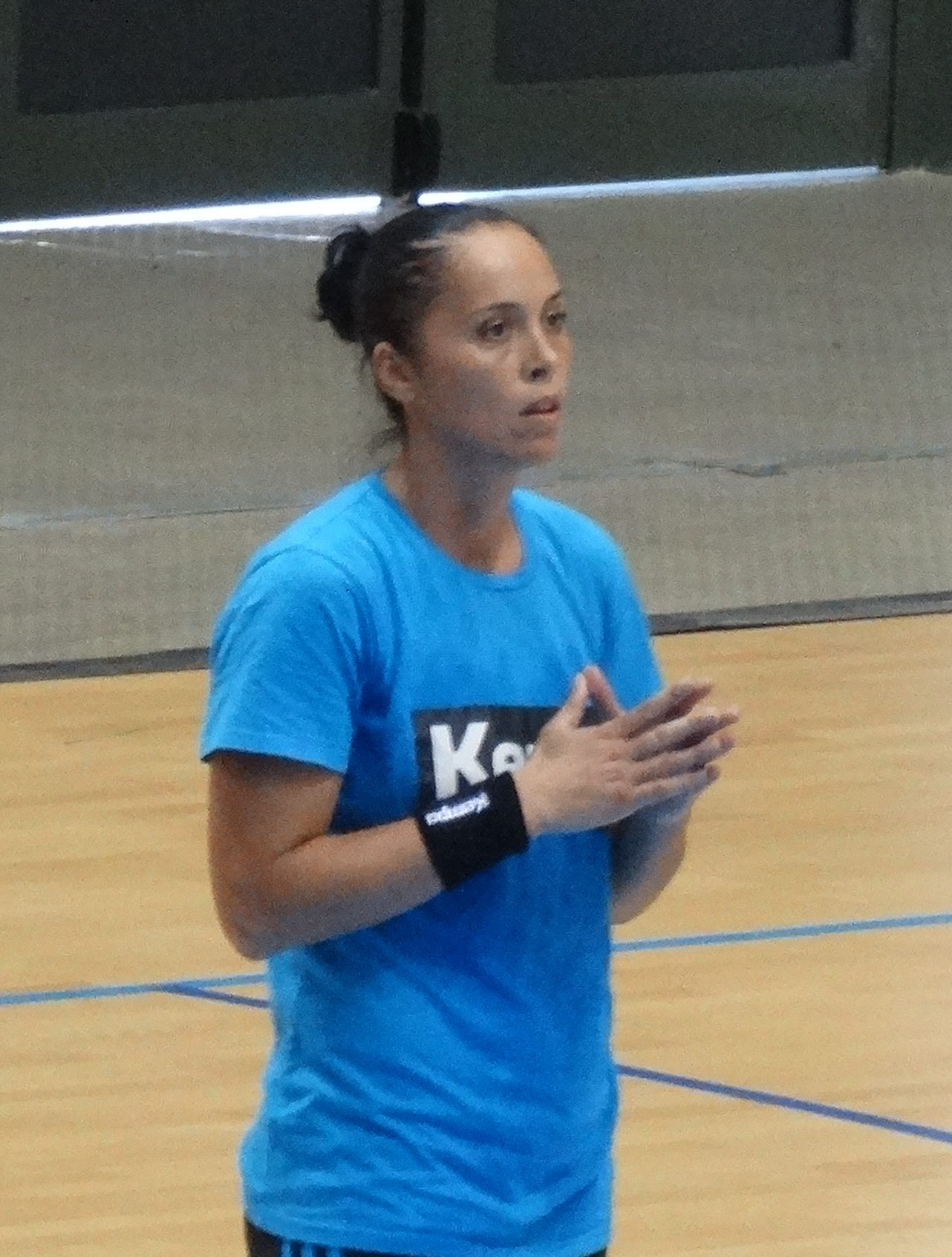
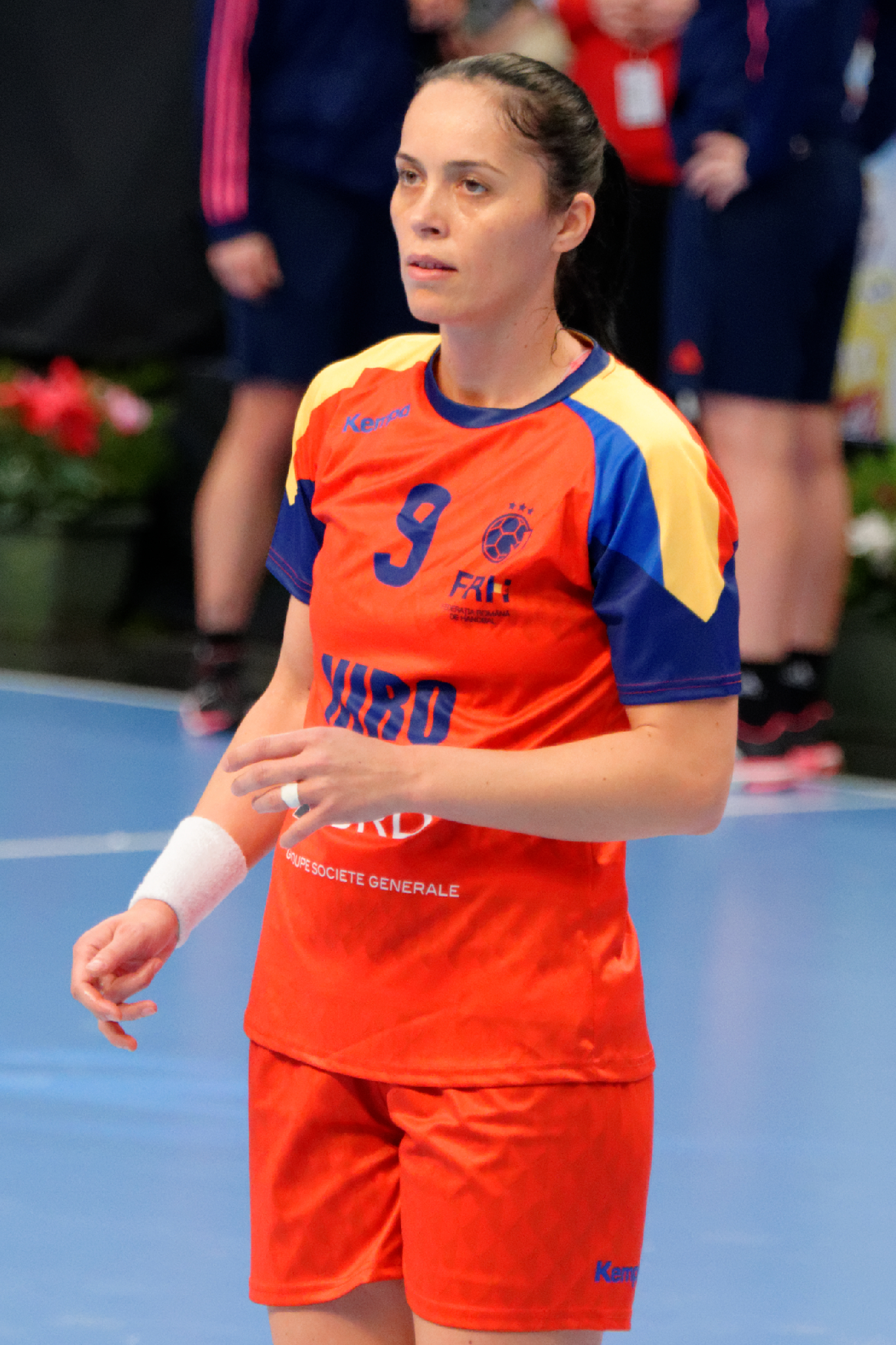

## الميداليات
| الميدالية | المسابقة                            |
| --------- | ----------------------------------- |
| فضية      | بطولة العالم لكرة اليد للسيدات 2005 |
| برونزية   | بطولة العالم لكرة اليد للسيدات 2015 |
| برونزية   | بطولة أوروبا لكرة اليد للسيدات 2010 |

## روابط خارجية
- أوريليا برادينو على موقع الاتحاد الأوروبي لكرة اليد (الإنجليزية)
- أوريليا برادينو على موقع اللجنة الأولمبية الدولية (الإنجليزية)
- أوريليا برادينو على موقع أوليمبيديا (الإنجليزية)
- أوريليا برادينو على موقع اللجنة الأولمبية الرومانية (الرومانية)